# Pont suspendu de Wheeling
 (décembre 2018).
Le contenu est difficilement compréhensible vu les erreurs de traduction, qui sont peut-être dues à l'utilisation d'un logiciel de traduction automatique.
Le pont suspendu de Wheeling est un pont suspendu à haubans enjambant le chenal principal de l'Ohio à Wheeling, en Virginie-Occidentale, aux États-Unis. C'était le plus grand pont suspendu du monde entre 1849 jusqu'en 1851. La construction a été menée par Charles Ellet Jr (qui a également travaillé sur le pont suspendu des chutes du Niagara), et il est devenu le premier pont à traverser un fleuve à l'ouest des Appalaches. Il établit un lien entre les parties est et ouest de la National Road, et est devenu particulièrement important d'un point de vue stratégique au cours de la guerre de Sécession. Il a été l'objet d'un litige présenté devant la Cour suprême des États-Unis au sujet de son obstruction à la circulation des nouveaux bateaux à vapeur à cheminées hautes, litige qui a marqué l'histoire du droit aux États-Unis. Il a finalement ouvert la voie à la construction d'autres ponts, particulièrement nécessaires du fait de l'expansion du chemin de fer. Ce pont ayant été conçu à l'époque de la traction animale, le poids des véhicules l'empruntant est limité à 2 tonnes et des contraintes de distance minimum entre deux véhicules se suivant sont en vigueur.
Le pont suspendu de Wheeling a été désigné Historic Civil Engineering Landmark en 1968, puis National Historic Landmark le 15 mai 1975. Il est situé dans le Wheeling Island Historic District (en).

## Caractéristiques techniques
La travée principale mesure 1 010 pieds (308 m) d'une tour à l'autre. La tour est repose sur la rive où la ville de Wheeling est établie, tandis que la tour ouest est bâtie sur Wheeling Island (en). La tour est s'élève à 153,5 pieds (46,8 m) au-dessus du niveau des basses eaux de la rivière, ou 82 pieds (25 m) à partir de la base de la maçonnerie. La tour ouest culmine à 132,75 pieds (40,5 m) au-dessus des basses eaux, avec 69 pieds (21 m) de maçonnerie,.

## Historique
Une autorisation a été accordée en 1816 à la Wheeling and Belmont Bridge Company pour la construction d'un pont permettant de prolonger la National Road (aussi connue sous le nom de Cumberland Pike parce qu'elle commençait à Cumberland dans le Maryland) en traversant la rivière Ohio. Bien que le Congrès américain a autorisé la National Road en 1806, et que parmi les villes en lice pour accueillir le franchissement de l'Ohio se trouvaient Wellsburg, en Virginie, Steubenville, dans l'Ohio, le projet pont reliant Wheeling avec Belmont, dans l'Ohio, était au point mort. La National Road atteint officiellement Wheeling le 1er août 1818, mais ce sont alors des ferries qui font transiter les passagers et le fret jusqu'à l'autre section de la National Road qui commençait à Belmont et continuait vers l'ouest. En 1820, le Congrès a autorisé l'extension de la National Road vers Saint-Louis, dans le Missouri.
Une autre tentative d'autorisation et de construction d'un pont sur la rivière Ohio a été faite plus d'une décennie plus tard. Elle a été lancée par les instances législatives des États et, finalement, a abouti à la réalisation d'un pont dont la structure faisait appel aux nouvelles technologies apparues à l'époque. Le projet a dû subir deux longs passages devant la Cour suprême des États-Unis, en 1849-1852 puis en 1854-56,.

### Contexte
Depuis 1820 le Congrès avait dépensé beaucoup d'argent pour permettre d'éliminer les obstacles à la navigation sur la rivière Ohio, qui s'écoule de Pittsburgh vers le sud en passant par Wheeling (en Virginie) puis Cincinnati, dans l'Ohio, pour finalement atteindre le Mississippi à Saint-Louis, dans le Missouri. Les matières premières et les produits manufacturés pouvaient donc être transportés par voie d'eau à moindre coût et rapidement le long de la rivière Ohio et atteindre l'océan, via le port de La Nouvelle-Orléans, en Louisiane. Le sénateur Henry Clay du Kentucky était devenu un grand promoteur des améliorations de cette voie de communication, principalement parce que la rivière Ohio drainait la partie nord de son état et contribuait à la croissance de Louisville (comme l'a fait le Louisville and Portland Canal, achevé en 1830, en permettant aux bateaux d'éviter les seuls grands rapides de la rivière Ohio). Les améliorations combinées des transports routier et fluvial ont permis le transport des biens manufacturés et des personnes vers le Kentucky, la Virginie-Occidentale, l'Ohio, l'Indiana, etc., et ont ainsi permis à des produits et des ressources naturelles d'atteindre l'est et le sud du pays, et même les marchés internationaux. Cependant, le président Andrew Jackson avait une vision beaucoup plus parcimonieuse que le sénateur Clay en ce qui concerne les investissements de l'État central dans la politique de développement. Il préférait laisser la construction des infrastructures à l'initiative d'entreprises privées ou des États.
Pendant ce temps, le transport du courrier postal américain ainsi que les passagers et des marchandises à travers la rivière Ohio à Wheeling pour relier les deux tronçons de la National Road s'avère lourd et coûteux. L'entretien (gratuit dans un premier temps) de la National Road devient très onéreux, surtout après les inondations de 1832, qui ont laissé des débris et détruit des installations de déchargement du transport fluvial. En 1835, le Congrès (dominé par les Démocrates Jacksoniens) a cédé la voie par tronçon aux États qu'elle parcourait, afin de transférer ces coûts de maintenance. Dans l'intervalle, la nouvelle technologie des bateaux à vapeur a permis aux marchandises de se déplacer vers l'amont aussi bien que vers l'aval, et la technologie des chemins de fer et de la fabrication des ponts a également évolué. Néanmoins, la navigation sur la rivière Ohio entre Wheeling et de Pittsburgh est restée dangereuse à certains moments de l'année (à cause de la glace et des débris en hiver et au printemps, des inondations, aussi bien en été que lors des basses eaux).

### Compétition entre les villes et entre les États
Pittsburgh et Wheeling étaient en compétition pour devenir des plaques tournantes commerciales reliant l'orient et l'occident à travers le centre des Appalaches. Au nord, le canal Érié (dans l'État de New York, achevé en 1825 entre Buffalo, sur le lac Érié, et Albany, sur le fleuve Hudson) et le canal Welland (achevée en 1829) reliant le lac Érié et le lac Ontario, permettant de contourner les chutes du Niagara, et la création de la voie maritime du Saint-Laurent ont permis un boom commercial y compris pour les villes à une certaine distance (notamment New York avec son port maritime, mais aussi Érié, en Pennsylvanie). La Pennsylvanie a répondu en subventionnant d'abord un court canal se terminant à Pittsburgh, puis des chemins de fer reliant Pittsburgh à Philadelphie, qui avait des connexions ferroviaires et fluviales vers New York, et a été un important port international. En 1835, un nouveau tronçon de chemin de fer relie Pittsburgh à la vallée de l'Ohio et ses produits et marchandises. La combinaison des chemins de fer et des canaux de Pennsylvanie est appelée la « Ligne principale ». En 1846, les législateurs de la Pennsylvanie ont permis la création de la Pennsylvania Railroad pour connecter la capitale de l'État, Harrisburg (qui a de nombreuses connexions avec Philadelphie), avec Pittsburgh. Alors que le commerce transappalachien connaît tout d'abord une forte croissance, en partie parce que les canaux ont permis qu'un seul homme, un garçon, un cheval et un bateau suffisent pour le transport de ce qui auparavant exigeait l'emploi de dix hommes, dix wagons et soixante chevaux (et la route de Pennsylvanie est plus courte que celle de New York pour la plupart des ressources et marchandises produites dans la vallée de l'Ohio), le revenu des péages s'est avéré insuffisant. À partir de 1844, la Pennsylvanie essaye de vendre ses investissements non rentables.

### Les freins au projet de pont à Wheeling
Une route transappalachienne à travers la Virginie pouvait attirer les expéditeurs du sud. Toutefois, en Virginie, les instances législatives étaient dominées par les propriétaires de plantations (dans les zones côtières de l'est et du sud), ceux qui avaient déjà accès à bas prix de transport fluvial pendant plusieurs mois chaque année. Pendant ce temps, le Baltimore and Ohio Railroad (en abrégé B&O), qui a été fondé en 1827, a atteint Harpers Ferry, en Virginie-Occidentale, en 1834 et a bientôt supplanté le Chesapeake and Ohio Canal (en abrégé C&O Canal) pour le transport commercial vers le bas de la rivière Potomac, la vallée de la baie de Chesapeake. La B&O a été un bienfait pour Baltimore, dans le Maryland. La B&O a voulu se connecter à la Virginie, ainsi que la vallée de l'Ohio via Parkersburg en Virginie-Occidentale, mais les législateurs de la Virginie ont à plusieurs reprises refusé la permission de construire une ligne le long des vallées de la Shenandoah et de la Kanawha. La Virginie a plutôt subventionné d'abord le canal de la rivière James, puis les chemins de fer (la Virginia Central Railroad dans la vallée de la Shenandoah et la Virginia and Tennessee Railroad et la Covington and Ohio Railroad à travers les Appalaches) traversant les plus hauts sommets des Appalaches (2 200 pieds dans le projet de Virginie route du canal et le Canal Érié, qui a traversé les Appalaches à 650 pieds, mais beaucoup plus au nord). Les législateurs de la Virginie ont voulu diriger son commerce vers sa capitale (Richmond) et son port (Norfolk) plutôt que vers Baltimore.
Cependant Wheeling était devenue, en 1840, la deuxième plus grande ville de Virginie, et ses habitants ont exercé des pressions pour qu'elle devienne un terminus de la B&O, afin de relier le chemin de fer à bon marché au transport fluvial. Surtout après que la B&O a atteint Cumberland, Maryland, en 1842, la technologie du chemin de fer a été en concurrence avec la Route Nationale (qui a été prolongée jusqu'au C&O Canal à Cumberland). L'assemblée générale de Virginie, dans les années 1830 et au cours des années 1840, a poussé le B&O à prendre la route du nord, à travers les Appalaches, dans le Commonwealth afin de rejoindre à Wheeling. La B&O a finalement accepté, après 1847, ses menaces de déplacer son passage transappalachian à Pittsburgh ayant fait long feu et la Pennsylvanie ayant autorisé la création de la Pennsylvania Railroad.
Alors que, depuis près de deux décennies, la Wheeling and Belmont Bridge Company végétait, en 1836 elle réussit à amasser suffisamment de fonds privés pour construire un pont de bois entre l'île de Zane et la rive de l'Ohio. Néanmoins, un bras de la rivière sans autre moyen de franchissement que la navigation subsiste encore entre Wheeling et l'île.
Les législateurs de la Pennsylvanie ont, pendant des décennies, empêché la législation fédérale d'autoriser (et encore moins de subventionner) le projet du pont de Wheeling. En 1836, les ingénieurs fédéraux ont proposé un pont suspendu avec une partie amovible pour permettre le passage des bateaux à vapeur à cheminées, mais le Congrès l'a repoussé. En 1838, le service central du courrier des États-Unis a relevé 53 irrégularités dans le service de messagerie autour de Wheeling entre janvier et avril. Un rapport d'un administrateur du courrier, daté de 1840, exhortant à la création d'un pont pour éviter de telles interruptions du service, est perdu. Une autre proposition exigeant des charnières sur le haut des cheminées des bateaux à vapeur a aussi échoué. En 1844, une flotte de bateaux à vapeur a commencé à relier Pittsburgh et Cincinnati (près de contournement de Wheeling). La circulation sur la National Road périclitant, les membres du congrès de Virginie ont finalement abandonné leurs efforts pour obtenir un financement fédéral pour le pont de Wheeling au début de 1847. Cette année-là des bienfaiteurs locaux ont fondé une nouvelle société pour construire le pont, et un nouvel appel d'offres est lancé en mai 1847. La ligne de la Baltimore and Ohio Railroad a finalement été achevée à Wheeling en 1853, année où un ensemble de lignes reliaient Wheeling et Louisville.

### Lancement du projet

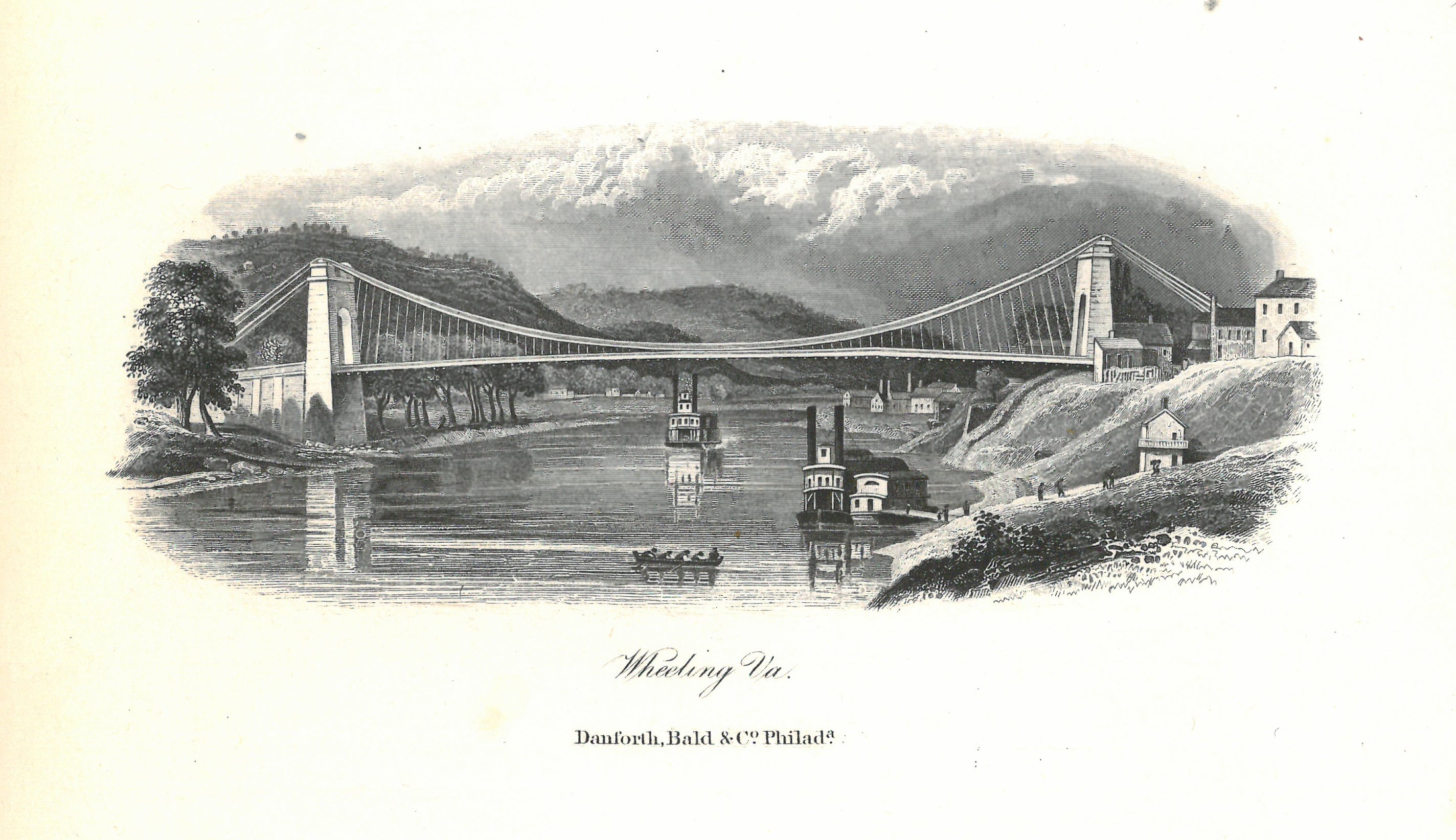
Page de garde du dossier argumentaire imprimé remis par la Wheeling & Belmont Bridge Company à la Cour suprême des États-Unis dans l'affaire Pennsylvania v. Wheeling and Belmont Bridge Company, 54 U.S. 518 (1850).

Le projet a connu ensuite d'autres retards, puis, 1847, les législateurs de la Virginie et de l'Ohio ont publié conjointement un nouveau cahier des charges du pont de Wheeling. Charles Ellet et John A. Roebling ont été invités à soumettre des idées et des devis pour la construction d'un pont au-dessus du bras est de la rivière à Wheeling Island. Ellet était l'ingénieur en chef de la Virginia Central Railroad et par la suite, en 1853, il construira un chemin de fer sur les montagnes Blue Ridge à Rock Fish Gap.
Le nouveau pont de Wheeling devait être conçu sur le modèle des ponts suspendus, dont Ellet et Roebling étaient les meilleurs spécialistes. Il devait s'élever quatre-vingt-dix pieds au-dessus de l'étiage. Les calculs initiaux se sont basés sur une hauteur maximale de 60 pieds pour les plus hautes cheminées de bateaux à vapeur, mais dans les faits la hauteur de celles-ci ne cessait d'augmenter, de sorte que le projet de pont est venu entraver la circulation des vapeurs ayant les plus hautes cheminées.
Ellet obtint l'attribution du contrat en 1847, avec un devis de 120 000 $ (le devis de Roebling, qui reposait sur un projet de pont à double-travée, s'élève a 130 000 $), et la construction a commencé la même année. Le pont a été achevé en 1849 pour un coût d'environ 250 000 $.

### Passage devant la Cour suprême (1849-1852)

#### Jurisprudences antérieures
La réglementation sur la nouvelle technologie des bateaux à vapeur et du chemin de fer n'étant pas clairement définie, à l'image de la juridiction des tribunaux fédéraux des États-Unis sur les ponts et les eaux navigables, le litige concernant le premier pont pour traverser un cours d'eau à l'ouest des Appalaches eut de grandes conséquences. Au cours des années précédentes, la Cour suprême des États-Unis a divisé les opinions au sujet de la portée de la compétence fédérale dans la Commerce Clause (en), ainsi que l'étendue de l'ensemble des pouvoirs de l'État fédéral. En 1847, dans le procès U.S. v. New Bedford Bridge Company le juge Levi Woodbury avait déterminé qu'aucune loi fédérale ne permettait l'obstruction des voies navigables, empêchant la construction d'un pont-levis à proximité du port, et le juge Samuel Nelson avait fait de même lors d'un jugement de la Cour suprême de New York.

#### Arguments des opposants
Les dirigeants du Commonwealth de Pennsylvanie (par l'intermédiaire de son procureur général Cornelius Darragh) et de Pittsburgh, représentés par Edwin M. Stanton et Robert J. Walker ont demandé une injonction contre le projet de pont au superviseur de la Cour suprême des États-Unis pour la zone géographique concernée, Robert C. Grier, qui avait été juge de L'État de Pennsylvanie à Pittsburgh et des environs du comté d'Allegheny. Le juge Grier a été surpris par cette utilisation de l'Equity (loi héritée du droit anglais), en particulier parce que le litige a d'abord été porté devant la Cour Suprême et non pas devant un juge de district. Il a de plus commencé le 28 juillet 1849, au cours de la pause estivale de la Cour Suprême.
Les avocats de la Pennsylvanie ont soutenu que le nouveau pont a été une nuisance qui obstruait la rivière Ohio (bien qu'ancré à 100 pieds au-dessus du sol). Le cahier des charges de la Wheeling and Belmont Bridge Company de Virginie spécifiait que le pont ne devait pas entraver la navigation sur la rivière, et l'article IV de l'Ordonnance du Nord-Ouest de 1787 définissait le classement de protection des eaux navigables se déversant dans le Mississippi et le fleuve Saint-Laurent en « common highways » (grandes routes communes) et exigeait qu'ils soient « forever free » (libres pour toujours).
Les lignes de bateaux à vapeur de Pittsburgh et Cincinnati commençaient à exploiter de nouveaux navires avec de très hautes cheminées qui seraient endommagées par la collision avec le pont, et l'arrêt à Wheeling pour transborder les passagers et le fret serait coûteux pour l'entreprise.
La Pennsylvanie a également argumenté sur l'atteinte aux revenus des péages de sa « ligne principale ». Alors que la Virginie n'a jamais terminé son projet de canal et son réseau de chemin de fer, en Pennsylvanie le système n'a jamais été rentable. Il l'est devenu encore moins après que le parcours via Wheeling est devenu plus facile, et cela allait empirer une fois que la Baltimore and Ohio Railroad aurait construit une voie ferrée sur le pont ou son propre pont à proximité. Au cours de ce procès, les électeurs de Pennsylvanie ont voulu vendre leur réseau, mais cela n'a pas abouti.

#### Arguments des défenseurs du pont
La Wheeling Bridge Company, représentée par Charles W. Russell et le Procureur général Reverdy Johnson (soi-disant à titre privé, mais qui avait refusé l'assistance de son bureau fédéral à la Pennsylvanie) a fait valoir que le pont était utile au service postal fédéral (en retard lors des périodes de gel ainsi que lors des hautes et basses eaux) et permettait également la liaison entre les postes militaires. Ils ont également fait valoir le droit du public à traverser la rivière, ainsi que l'échec de la Pennsylvanie à prouver un préjudice irrémédiable parce qu'elle n'avait pas intenté une action au cours des deux années pendant lesquelles le pont était en construction, et que la technologie permettant le raccourcissement des cheminées des bateaux à vapeur existait (comme cela a été fait près de Louisville, dans le Kentucky, sur un canal traversé par beaucoup de ponts plus bas que celui de Wheeling). Pendant ce temps, le procureur de Virginie Alexander H. H. Stuart a également tenté de convaincre le gouverneur de Pennsylvanie William F. Johnston que les arguments de son État dans cette affaire (s'ils étaient validés par la Cour suprême) pourraient mettre en péril les ponts traversant les rivières Allegheny et Monongahela en Pennsylvanie. D'autres avocats et d'ingénieurs (y compris Ellet) ont approché le Congrès des États-Unis et les chambres des représentants de la Pennsylvanie, de l'Ohio, de l'Indiana et de l'État de Virginie. Enfin, la Hempfield Railroad a été affrétée pour relier Wheeling à Pittsburgh.

#### Décision de justice
Le juge Grier a tenu une audience à Philadelphie le 16 août 1849, et, le 30 août, a refusé l'injonction demandée pour supprimer le pont. Au lieu de cela, il a renvoyé l'affaire à la cour. Celle-ci a entendu les arguments 25 février 1850, et a pris connaissance des nombreux documents déposés (361 pages imprimées). Plutôt qu'émettre un avis, le 29 mai 1850, le juge Nelson (sur une contestation en justice de Peter V. Daniel qui aurait refusé la compétence, joint en cela par le juge en chef Taney) a publié un document nommant Ruben Hyde Walworth (que le Président John Tyler a nommé à la Cour, mais le Sénat n'a jamais envisagé de confirmation, et qui était un expert dans les capitaux propres) en tant que commissaire.

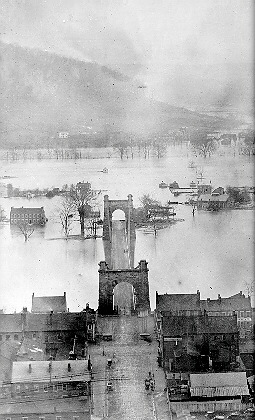
Les inondations de 1852. Première photographie connue du pont suspendu de Wheeling.

Walworth reçut beaucoup d'éléments de preuves scientifiques et commerciales, y compris un rapport de l'ingénieur militaire William Jarvis McAlpine. Cependant, les deux parties étaient insatisfaits du rapport de Walworth, comportant 770 pages et publié en décembre 1851. Pittsburgh a été déçu par le refus de Walworth d'ordonner la suppression du pont. Les défenseurs de la Virginie et de l'Ohio se sont plaints parce que le rapport affirme que la voie d'eau est obstruée et a recommandé de rehausser le pont, un supplément de 20 pieds, ce qui entraînait d'énormes difficultés techniques et des coûts supplémentaires. Toutefois, après examen des objections des deux parties, la réception d'un autre rapport de McAlpine et l'audition d'arguments supplémentaires les 23 et 24 février, la Cour suprême des États-Unis a également refusé d'ordonner la suppression du pont, mais au lieu de cela a modifié la nouvelle hauteur à 111 pieds,. La Cour a accepté la proposition de la société gérant la construction du pont de lancer l'étude d'une partie amovible comme une alternative. Ainsi, Edwin M. Stanton a gagné une sorte de victoire à la Pyrrhus sur la Pennsylvanie, mais le pont est resté debout.

### Destruction, reconstruction et deuxième passage devant la Cour Suprême (1854-1856)
Ironie du sort, le 17 mai 1854, une forte tempête a détruit le tablier du pont, qui a été soumis à un mouvement de torsion vertical et des ondulations qui l'ont soulevé presque aussi haut que les tours. Sa reconstruction a conduit au procès de 1856. Le rapport de Walworth a servi de base aux décisions de la Cour en 1852 et 1856.
Le juge Grier a émis une injonction à l'encontre de la reconstruction du pont pendant la traditionnelle pause estivale de la cour. Ce qui n'empêcha pas la reconstruction de suivre son cours. Les équipes d'Ellet ont exécuté les réparations temporaires en huit semaines (mais des améliorations supplémentaires conduites par William McComas vont durer un an). Pendant ce temps, la société du pont demande au Congrès de vérifier si le juge avait été soudoyé (une enquête qui a été discrètement abandonnée lors de l'affaire résolu), et s'est plaint que l'injonction a violé à la fois la souveraineté du Congrès et celle de la Virginie (qui avait autorisé le pont). De plus, la législature de l'Ohio a déposé au Congrès une motion demandant la sauvegarde du pont, initiative à laquelle les instances de la Virginie et de l'Indiana (et certains dissidents Pennsylvaniens) se sont jointes. Sous l'impulsion de députés tels que Wheeling George W. Thompson, le Congrès a adopté une loi qui a classé le pont comme étant une route postale, et ce avant même que la décision de la Cour suprême de 1852 entre en vigueur, ce qui sera un élément déterminant de la décision de 1856. Pendant ce temps, la Cour suprême a entendu une deuxième série d'arguments juridiques concernant le pont de Wheeling. Le juge Nelson a ensuite délivré, en décembre, un autre avis de la Cour qui, cette fois, a confirmé l'autorisation de la construction du pont comme un exercice légal du pouvoir du Congrès, de l'armée et des services routiers postaux, en dépit de l'objection du juge McLean.

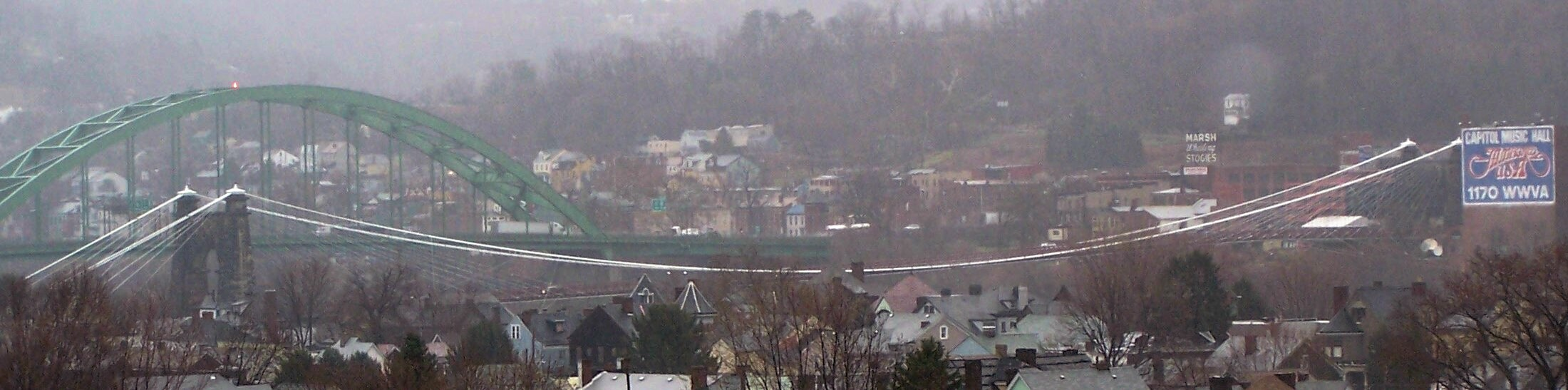
Une vue du pont suspendu depuis l'île de Wheeling. Situé juste derrière se trouve le pont du Fort Henry (en regardant vers le nord-est).

### Conséquences et jurisprudence
L'arrivée de la ligne de chemin de fer de la B&O à Wheeling en 1853, et la concurrence d'une nouvelle ligne de bateaux à vapeur reliant Wheeling à Louisville sont fatales aux deux entreprises, et leurs navires sont bientôt démantelés ou vendus à des compagnies qui œuvrent dans le commerce en aval du Mississippi. De plus, d'autres ponts sur la Rivière Ohio ont été proposées à Parkersburg, Bellaire et Steubenville.
Un pont-levis à treillis en pivot franchissant le Mississippi entre Davenport, dans l'Iowa et le Rock Island, dans l'Illinois, a été achevé en 1856, malgré l'opposition de compagnies de bateaux à vapeur et d'autres groupes d'intérêts de Saint-Louis. Une action a bien été intentée, mais auprès d'une cour régionale. Cette première action en justice (défendue par l'avocat d'Abraham Lincoln) n'a pas impliqué la Cour suprême. Ce sera par contre le cas de l'affaire concernant la collision du vapeur Effie Afton avec le pont entre Davenport et Rock, une action jugée en 1872.
En 1859, William McComas, partenaire d'Ellet, fait encore des améliorations.

### Guerre de Sécession
Au cours de la guerre de Sécession, les forces de l'Union ont globalement contrôlé Wheeling, et le pont suspendu n'a jamais été détruit en dépit de son importance stratégique. Pourtant, les raids confédérés ont souvent pris pour cible le Baltimore and Ohio Railroad, en raison de son importance stratégique pour les forces de l'Union, et de nombreux petits ponts de Virginie ont été dynamités et reconstruit. Fidèle à l'Union, Ellet et son fils ont offert leurs services à la Marine des États-Unis, qui ont utilisé leur expertise en ingénierie pour concevoir des navires-bélier en acier, formant la flotte des navires-béliers des États-Unis. Le colonel Ellet, qui dépendait directement du ministre de la Guerre Stanton, a conduit les navires béliers de l'Union sur le fleuve Mississippi au cours de la bataille de Memphis, le 6 juin 1862. Ellet est mort de ses blessures le 21 juin, devenant ainsi la seule perte humaine de l'Union au cours de ce qui s'avéra vite être une victoire essentielle, concrétisée par la reddition de Memphis à la fin de la journée et par la destruction des huit navires-béliers de la « Cottonclad River Defense Fleet » confédérée (causant la mort de 180 hommes). Les béliers d'Ellet ont continué à être actifs sous les ordres de son frère Alfred W. Ellet (qui à la fin de la guerre est devenu un général de brigade).
Le gouvernement provisoire de Virginie a été créée lors des congrès de Wheeling (très fréquentés par les représentants des comtés servis par la B&O). Wheeling est devenue la capitale provisoire de l'État reconnu finalement en 1863 sous le nom de Virginie-Occidentale. Une saisie de la Cour suprême sur le contentieux concernant la constitution de la Virginie-Occidentale a duré jusqu'en 1871, et le procès devant la Cour suprême concernant la répartition de la dette que la Virginie avait contractée pour subventionner le pont de Wheeling et les aménagements du chemin de fer ne prendra fin qu'en 1915.

### Améliorations technologiques ultérieures

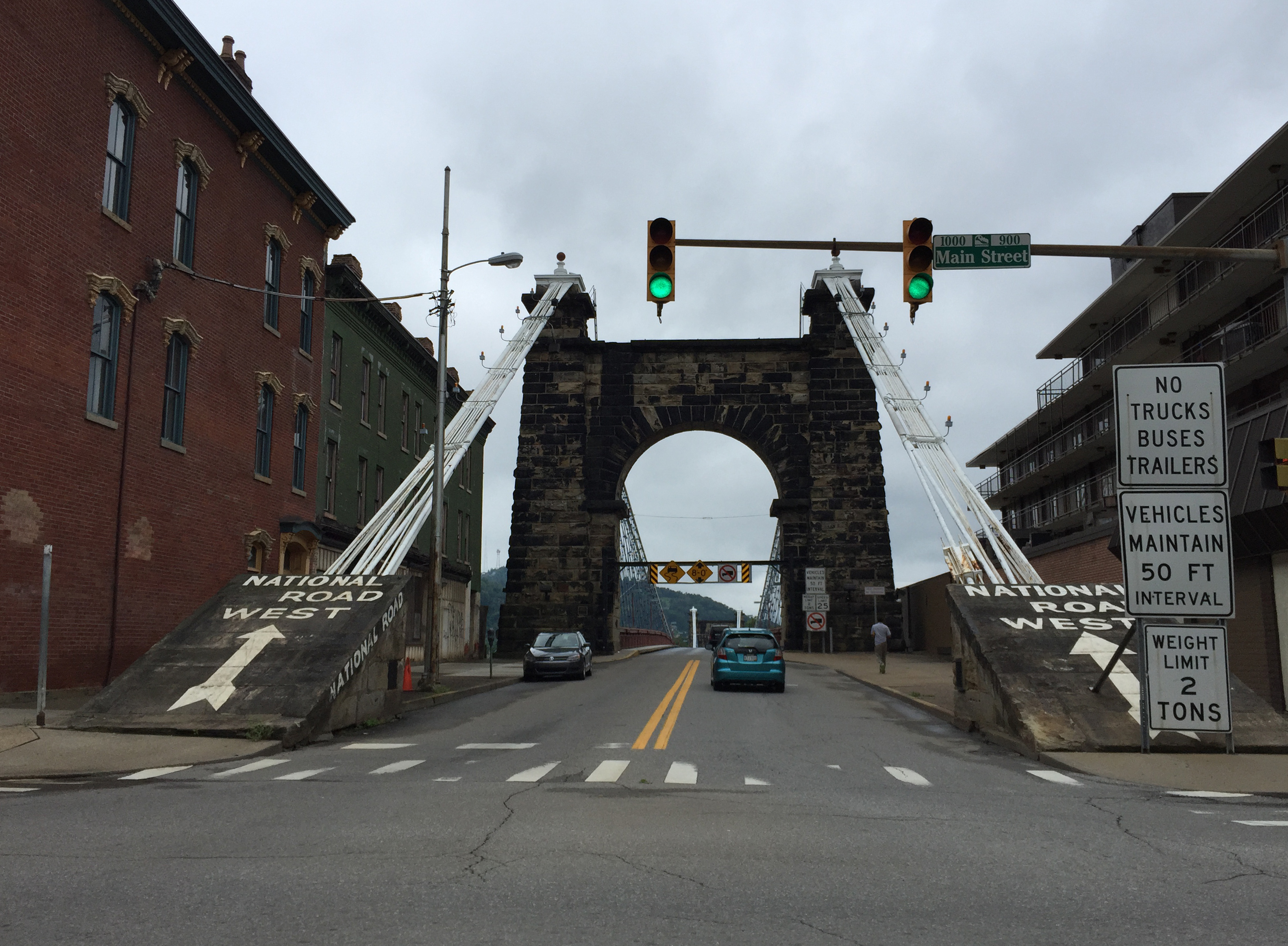
Vue vers l'ouest de l'extrémité est du pont dans le centre de Wheeling. À noter, les multiples signes d'avertissement de limitation de l'accès.

En 1874, William Hildenbrand a supervisé des améliorations supplémentaires sur le pont de Wheeling. En 1953 rapport concernant les câbles de suspension a établi que certains étaient d'origine, et d'autres dataient de la reconstruction de 1860. Le treillis de rigidification est estimé à partir de la même période. Des câbles auxiliaires de maintien ont été ajoutés en 1871-72 selon des plans établis par Washington Roebling et Hildebrand.
En 1956, le pont a été entièrement reconstruit, lorsque la route a été élargie à partir de 16,25 pieds (4,953 m) à 20 pieds (6,096 m) et les trottoirs en conséquence réduit. La route et le trottoir ont été reconstruits avec un caillebotis en acier qui réduit la résistance au vent, et repose sur un plancher de poutres d'acier allégé.

## Depuis la fin duXXesiècle, incidents et restrictions de circulation

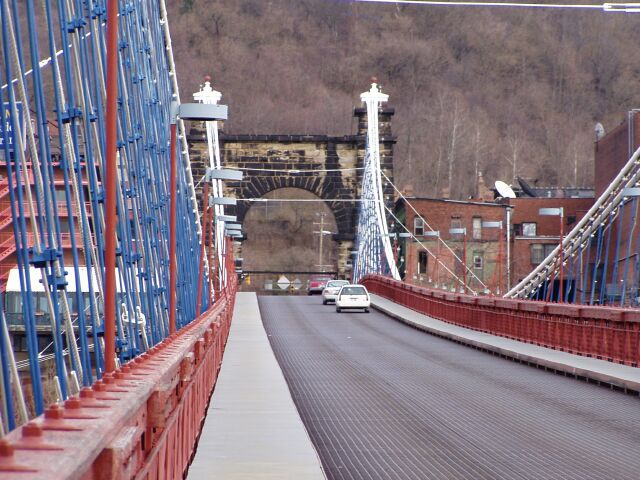
Vue depuis l'ouest vers l'est, vers le centre de Wheeling.

Le pont s'étend sur une distance de 308 m au-dessus de la rivière Ohio et permet aux barges de passer en-dessous. Il est le plus ancien pont suspendu destiné aux véhicules encore en usage aux États-Unis et est répertorié comme Historic Civil Engineering Landmark depuis 1968 et National Historic Landmark le 15 mai 1975.
Au début des années 1980, le service de voirie de la Virginie-Occidentale a restauré le pont. Le pont reste en service actif, mais avec une restriction sur le poids et la taille des véhicules l'empruntant, puisqu'il a été conçu avant l'invention des automobiles et des camions. Au moment de la construction, un cheval attelé à une charrette était la plus lourde charge attendue. Actuellement, le franchissement du pont est soumis à une limite de poids fixée à un 2 tonnes par véhicule, ce qui rend impossible son utilisation pour les camions, autobus ou autres véhicules lourds.
Le 17 février 2011, un conducteur roulant à grande vitesse a perdu le contrôle de son véhicule qui s'est écrasé sur le trottoir et des panneaux sur le pont. Celui-ci a été fermé pendant quatre à cinq jours, d'abord pour inspection, puis pour permettre la réparation des panneaux, ainsi que d'autres réparations mineures, Le 2 mars 2013, un câble non-portant casse, provoquant la fermeture du pont jusqu'à sa réparation et la réalisation d'une inspection minutieuse.
Le 23 mars 2016, le pont a été fermé à tous les véhicules et aux piétons après qu'un bus Greyhound a tenté de traverser le pont et l'a endommagé. L'ouvrage a été rouvert à la circulation (sous la contrainte de limites de hauteur et de poids) après que la WVDOH a inspecté le pont. Les véhicules à haut gabarit pourraient être soumis à des vents de travers sur le pont.
En mai 2016, le département de la police de Wheeling a promis de commencer à appliquer la limite des deux tonnes et la distance obligatoire de séparation des véhicules sur le pont de manière plus stricte. Il est demandé de garder au moins 50 pieds (15,24 m) d'écart entre les véhicules. En outre, des feux de circulation aux deux extrémités ne permettent qu'à un nombre restreint de voitures de circuler en même temps sur le pont.